# Harutaeographa brumosa
Harutaeographa brumosa là một loài bướm đêm trong họ Noctuidae.